# Daft Punk
Daft Punk – francuski duet muzyki elektronicznej powstały w 1993 roku w Paryżu, tworzyli go Guy-Manuel de Homem-Christo i Thomas Bangalter. Zaliczani często do najbardziej nowatorskich artystów w historii muzyki tanecznej popularność zdobyli w późnych latach 1990. jako część ich rodzimej fali french house’u. W dalszych latach osiągali kolejne sukcesy nagrywając albumy łączące muzykę house z elementami funku, techno, disco, indie rocka oraz popu. Eksperymentowali m.in. z automatami perkusyjnymi, syntezatorami i modyfikatorami dźwięku. Od 1999 przybrali wizerunek robotów z kaskami, by chronić swoją tożsamość.
Duet odpowiedzialny za jedne z najbardziej popularnych utworów tanecznych przez ponad 20 lat wpływał na kształt muzyki elektronicznej, electro i house’u. Oprócz czterech albumów studyjnych był autorem np. też ścieżki dźwiękowej do filmu Tron: Dziedzictwo (2010) składającej się z ponad 30 utworów. Nominowani m.in. 12-krotnie do nagrody Grammy zdobyli sześć statuetek, rzadkie osiągnięcie dla muzyków spoza Ameryki w tym francuskich. Otrzymali cztery nagrody z czterech nominacji za album Random Access Memories (2013) i pochodząca z niego piosenkę „Get Lucky”; sam album zdobył jeszcze piątą Grammy. Rolling Stone umieścił Daft Punk na 12. miejscu swojej listy dwudziestu najwspanialszych duetów wszech czasów.
W lutym 2021 roku duet opublikował klip video zatytułowany „Epilogue”, i zawierający scenę z końcowej części ich awangardowego filmu science-fiction Electroma (2006), obwieszczając tym samym zakończenie kariery po 28 latach.

## Historia

### 1987–1992: Początki
Thomas Bangalter i Guy-Manuel de Homem-Christo poznali się w 1987, uczęszczając do tej samej szkoły Lycée Carnot w Paryżu. Wraz z Laurentem Brancowitzem utworzyli indie-rockowy zespół Darlin’ w 1992. Jeden z krytyków muzycznych brytyjskiego czasopisma Melody Maker określił pierwsze dokonania tego zespołu jako „banda stukniętych gnojków” (ang. a bunch of daft punk). Po rozwiązaniu zespołu Brancowitz wstąpił do Phoenix, a dwaj pozostali członkowie założyli Daft Punk, którego nazwa zainspirowana była wcześniejszymi słowami krytyki.

### 1993–1999:Homework
W 1993 roku Daft Punk wysłali swoje demo do szkockiej wytwórni Soma Quality Recordings, która następnie w 1994 wydała pierwszy singel duetu, zatytułowany The New Wave, zawierający 4 kompozycje, z których jedna, Alive (New Wave Final Mix), w zmienionej wersji trafiła na debiutancki album Homework. Samo nagranie The New Wave jest wersją demo utworu Alive.
W 1995 został wydany singiel Da Funk, który został sprzedany w nakładzie 2 tysięcy kopii. Tym samym nagranie to stało się pierwszym singlem zespołu, który odniósł sukces komercyjny.
Dwa lata później, po podpisaniu kontraktu z Virgin Records, ukazał się debiutancki album zespołu – Homework. Został on nabyty przez ponad 2 miliony osób, a paryscy producenci stali się czołowym zespołem francuskiej sceny house. Z teledysków do singli z tego albumu powstał film D.A.F.T. – A Story About Dogs, Androids, Firemen and Tomatoes.
Muzycy od 1999 roku podczas wszelkich występów na żywo oraz większości z rzadko udzielanych wywiadów przywdziewali ozdobne hełmy oraz rękawice, które miały charakteryzować ich na roboty.

### 1999–2003:Discovery
W 1998 roku zespół rozpoczął pracę nad kolejnym albumem – Discovery. Album ukazał się 13 marca 2001. Discovery zdobyło bardzo pozytywne recenzje od krytyków, album był następnie wielokrotnie zamieszczany w zestawieniach najlepszych albumów roku oraz całej dekady, m.in. w magazynach muzycznych Q, Resident Advisor, Rhapsody czy Pitchfork. Album odniósł komercyjny sukces – osiągnął m.in. status trzykrotnej platyny we Francji (za 600 000 sprzedanych egzemplarzy) czy dwukrotnej platyny w Wielkiej Brytanii. Do 2005 roku album sprzedał się w nakładzie 2 600 000 egzemplarzy.
W tym samym roku został wydany Alive 1997 – 45-minutowy zapis z koncertu w Birmingham. 1 grudnia 2003 światło dzienne ujrzał Daft Club – wydawnictwo zawierające remiksy utworów z Discovery + dodatkową kompozycję pt. Ouverture.
W grudniu 2003 ukazało się DVD Interstella 5555: The 5tory of the 5ecret 5tar 5ystem. Do współpracy zaprosili japońską legendę anime, Leijiego Matsumoto, który stworzył pełnometrażowy film ilustrujący muzykę z albumu Discovery.

### 2004–2011:Human After All,Alive 2007iTron: Dziedzictwo
W 2005 wydano album Human After All, który zadebiutował na 1. miejscu Billboard Electronic Albums. Human After All otrzymał mieszane recenzje – krytycy podkreślali fakt, iż album powstał w ciągu sześciu tygodni, szczególnie krótko w porównaniu do poprzednich albumów Discovery i Homework.
W 2006 roku Busta Rhymes umieścił na swojej płycie „The Big Bang” cover utworu „Technologic” – „Touch It”, który promował wydawnictwo. 3 kwietnia 2006 wydana została Musique Vol.1 – kompilacja największych przebojów Daft Punk wraz z remiksami. 9 września 2006 wystąpili w Warszawie na Summer Of Music Festival. 11 września 2007 został wydany album Kanye Westa Graduation, z którego singiel Stronger wykorzystuje sampel z „Harder, Better, Faster, Stronger” Daft Punk. 19 listopada 2007 roku ukazał się album Alive 2007 (nawiązanie do Alive 1997), na którym znajduje się zapis koncertu z Paryża.
4 marca 2009 ogłoszono, że grupa ma skomponować ścieżkę dźwiękową do filmu Tron: Dziedzictwo. Duet stworzył 24 utwory na potrzeby produkcji, z czego dwa ukazały się w wydaniu bonusowym w iTunes. Ścieżka dźwiękowa została wydana w formie albumu pod tą samą nazwą 6 grudnia 2010 roku przez Walt Disney Records.

### 2011–2015:Random Access Memories
Na początku roku 2013 muzycy podpisali kontrakt z Columbia Records. Współpraca ta zaowocowała albumem studyjnym Random Access Memories wydanym 17 maja 2013 roku. W sesji nagraniowej udział brali Nile Rodgers – frontman grupy Chic, Pharrell Williams, Chilly Gonzales i Giorgio Moroder.
W styczniu 2014 triumfowali podczas rozdania nagród Grammy. Otrzymali 4 statuetki na 4 nominacje w kategoriach: album roku, najlepszy album – muzyka taneczna / elektroniczna, nagranie roku (za singel „Get Lucky”) oraz najlepszy występ zespołowy (za singel „Get Lucky”). Piąty laur przypadł inżynierom dźwięku za najlepiej wyprodukowany album nieklasyczny. Duet wystąpił na tej gali wraz z Rodgersem, Pharrellem i Steviem Wonderem.
W 2015 roku został wydany film dokumentalny Daft Punk Unchained traktujący o historii zespołu od jego początków w latach 90. do wydania albumu Random Access Memories w 2013 i gali rozdania nagród Grammy w styczniu następnego roku.

### 2016–2021: Ostatnie projekty i rozwiązanie
22 września 2016, kanadyjski wokalista The Weeknd wydał utwór „Starboy”, który powstał we współpracy z zespołem Daft Punk. Piosenka dotarła, jako jedyny singiel w historii duetu, do pierwszego miejsca na liście Billboard Hot 100. 17 listopada tego samego roku, został wydany kolejny singel piosenkarza zatytułowany „I Feel It Coming”, również powstały wraz z Daft Punk. Oba utwory zostały zamieszczone na albumie Starboy The Weeknda.
Daft Punk oraz The Weeknd wystąpili wspólnie na 59. ceremonii wręczenia nagród Grammy w lutym 2017.
22 lutego 2021 roku muzycy opublikowali klip video zatytułowany „Epilogue” w serwisie YouTube. Zawiera on scenę z ich filmu Electroma (2006), w której jeden z robotów eksploduje, a drugi odchodzi, wyświetlana jest też plansza z ich logo i napisem „1993–2021” oraz odtwarzany fragment ich piosenki „Touch”. Tego samego dnia zakończenie działalności duetu potwierdziła ich długoletnia publicystka. Thomas Bangalter proszony kilka dni później o komentarz opublikował pisemną notatkę cytującą „Touch” („If love is the answer, you’re home”) wraz z fragmentem filmu Modern Times Charliego Chaplina z 1936, w którym jedna postać mówi drugiej, by się uśmiechnęła i odchodzą następnie w dal.

### 2022–obecnie: Reedycje rocznicowe
22 lutego 2022, rok po rozwiązaniu, Daft Punk ogłosił wydanie w cyfrowej dystrybucji 25. rocznicowej edycji Homework, zawierający nowo zebrany zbiór remiksów z singli albumu i zakulisowych filmików z filmu DVD D.A.F.T.. Album z remiksami został później wydany w fizycznych formatach pod nazwą ""Homework" Remixes". Tego samego dnia co ogłoszenie rocznicy, zespół zorganizował jednorazową transmisję wideo na platformie Twitch z występu w Mayan Theater w Los Angeles z trasy Daftendirektour 1997. Transmisja zawierała wcześniej niepublikowane nagranie duetu bez kostiumów. Winylowe reedycje albumów zespołu trwały regularnie przez cały 2022 rok.
22 lutego 2023, dwa lata od rozwiązania, Daft Punk zapowiedział wydanie na winylu, płytach cd i w cyfrowej dystrybucji reedycję albumu Random Access Memories z okazji 10-lecia płyty. Album rocznicowy zawiera nigdy wcześniej niepublikowane dema, odrzucone utwory oraz piosenkę "Horizon", która była dodawana do Japońskiej wersji albumu jako bonus track.

## Dyskografia

### Albumy studyjne
- Homework (1997)
- Discovery (2001)
- Human After All (2005)
- Random Access Memories (2013)

### Albumy koncertowe
- Alive 1997 (2001)
- Alive 2007 (2007)

### Albumy z remiksami
- Daft Club (2003)
- Human After All: Remixes (2006)
- Tron Legacy: Reconfigured (2011)
- "Homework" Remixes (2022)

### Kompilacje
- D.A.F.T.: A Story About Dogs, Androids, Firemen and Tomatoes(inne języki) (1999)
- Musique Vol. 1 1993–2005 (2006)
- Homework / Discovery (2007)

### Ścieżki dźwiękowe
- Tron: Dziedzictwo (2010)

### Single
- The New Wave (1994)
- Da Funk/Musique (1996)
- Around the World (1997)
- Burnin’ (1997)
- Revolution 909(inne języki) (1997)
- One More Time (2000)
- Aerodynamic (2001)
- Digital Love/Aerodynamic (2001)
- Harder, Better, Faster, Stronger(inne języki) (2001)
- Face to Face (2001)
- Something About Us(inne języki) (2004)
- Robot Rock (2005)
- Technologic (2005)
- Human After All(inne języki) (2005)
- Prime Time of Your Life (2006)
- Derezzed (2010)
- Get Lucky (2013)
- Doin' it right(inne języki) (2013)
- Instant Crush (2013)
- Lose Yourself to Dance(inne języki) (2013)
- Give Life Back to Music(inne języki) (2014)
- Starboy (2016)
- I Feel It Coming (2017)

## Filmografia
- D.A.F.T. – A Story About Dogs, Androids, Firemen and Tomatoes(inne języki) (1999)
- Interstella 5555: The 5tory of the 5ecret 5tar 5ystem (2003)
- Daft Punk’s Electroma (2006)
- Tron: Dziedzictwo (2010)